# Sakya Trizin
Sakya Trizin es el título que se le otorga a la cabeza del linaje Sakya. Su traducción literal es "sostenedor del linaje Sakya", entendiendo por linaje en el Budismo Tibetano la línea ininterrumpida de transmisión de enseñanzas desde el mismo Buda.
La escuela Sakya fue fundada en el año 1073 d. C., cuando Khön Konchog Gyalpo, un miembro de la familia noble Khön, estableció un monasterio en la región de Sakya en el Tíbet que pasó a convertirse en la sede central del linaje. Desde ese momento, la transmisión de enseñanzas se producirá siempre dentro de esta familia.
El actual Sakya Trizin es Gyana Vajra, oficialmente conocido como Khondung Gyana Vajra Rinpoche, es el 43.er Sakya Trizin.
La figura de Sakya Trizin es reconocida en el Budismo por la gran labor que realiza en la difusión del Dharma del Buda, ya que transmite los principales ciclos de iniciación de todos los Tantras y de todas las prácticas espirituales budistas que contienen las autorizaciones relativas a las prácticas esotéricas de las diversas escuelas del budismo tibetano.

## Línea Sakya Trizin
La familia religiosa conocida por tres nombres:

### Lharig
La generación divina
1. Chiring (que luego volvería a ascender a los cielos)
2. Yuse (tuvo cuatro hijos conocidos como los 4 Hermanos de Sechili)
3. Yuring (ascendió al cielo y regresó, se casó con un espíritu Mu y tuvo 7 hijos)
4. Masang Cije (líder de los humanos, tuvo 1 hijo)
5. Togsa Pawo Tag (se casó con Naga y tuvo un hijo)
6. Tagpo Ochen (tuvo 1 hijo)
7. Yapang Kye (luchó con los Yakshas y se casó con Yaksha, tuvo 1 hijo)

### Familia de Khön
La generación real
1. Khön Bar Kye (nacido en medio de peleas, el comienzo del apellido Khon, tuvo 1 hijo)
2. Khön Jekundag (ministro del Interior del rey Trisong Detsen, alumno de Padmasambhava, tuvo 2 hijos)
3. Khön Lu'i Wangpo Srungwa (fue el primer hijo, uno de los primeros siete tibetanos en recibir la ordenación monástica de Shantirakshita)
4. Khön Dorje Rinchen (fue el segundo hijo,tuvo 7 hijos)
5. Khön Sherab Yontan (fue el sexto hijo, tuvo 2 hijos y vivió en Yerlung, cerca de Sakya)
6. Khön Yontan Jungne (tuvo 3 hijos)
7. Khön Tsugtor Sherab (tuvo 7 hijos)
8. Khön Gekyab (tuvo 2 hijos)
9. Khön Getong (tuvo 1 hijo)
10. Khön Balpo (tuvo 1 hijo)
11. Khön Shakya Lodro (tuvo 2 hijos)
12. Sherab Tsultrim (fue el hijo mayor)

### Linaje Sakya Trizin
Artículo principal: Linaje Sakya Trizin
Es la línea sucesoria ininterrumpida de antepasados y descendientes de Sakya Trizin, título que se le otorga a la cabeza del linaje Sakya.